# Campagne de New York et du New Jersey
Guerre d'indépendance des États-Unis
Batailles
- Long Island
- Kips Bay
- Harlem Heights
- Pell's Point
- White Plains
- Fort Washington
- Embuscade de Geary (en)
- Iron Works Hill
- Traversée du Delaware par George Washington
- Trenton
- Assunpink Creek
- Princeton
- Guerre du fourrage (en)
- Millstone

La campagne de New York et du New Jersey fut l'un des théâtres majeurs de la Guerre d'indépendance des États-Unis. Elle eut lieu de juillet 1776 à mars 1777, et opposa les milices des colonies américaines et l'armée continentale sous les ordres de George Washington à l'armée britannique dirigée par le général William Howe. L'enjeu de la campagne était le contrôle de la ville de New York et de l'État du New Jersey.

## Contexte
La Guerre d'indépendance des États-Unis commença au printemps 1775 avec la bataille de Lexington et Concord, qui fut immédiatement suivie du siège de Boston par les milices, puis l'armée continentale. Quand les colons mirent en place des pièces d'artillerie sur les hauteurs proches, le Général William Howe préféra évacuer la ville par la mer et se replier sur Halifax. Les troupes britanniques s'y regroupèrent et reçurent des renforts venus d'Europe.
Une stratégie se mit en place du côté Britannique, et New York fut choisie comme première cible, pour sa position centrale, son grand port utile à la puissante marine britannique, et le plus grand nombre de loyalistes parmi sa population. La prise de New York devait séparer la Nouvelle Angleterre des autres colonies, et ouvrir la voie vers Philadelphie, la ville la plus peuplée, et le lieu de réunion du Second Congrès continental.
Conscient du rôle clé de New York, George Washington, alors qu'il se rendait de Philadelphie à Boston pour en superviser le siège, avait ordonné au général Charles Lee d'en organiser la défense et les fortifications.

## Les forces en présence

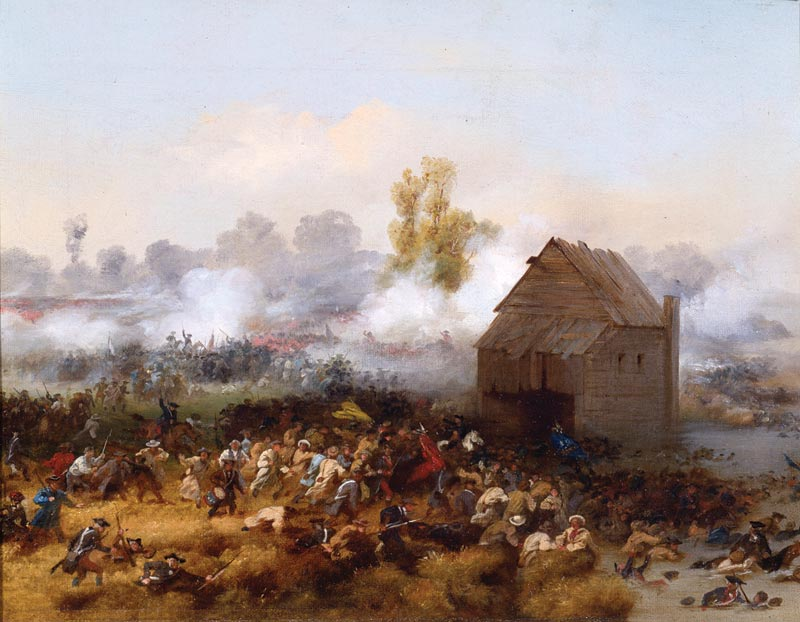
Bataille de Long Island, 27 août 1776.

Le Royaume de Grande-Bretagne était la nation la plus puissante au monde, avec la plus grande marine. Lorsque la campagne débuta avec la Bataille de Long Island, le général Howe avait plus de 30 000 hommes sous ses ordres. Pour leur faire face, la toute nouvelle armée continentale était menée par des officiers souvent inexpérimentés, à la tête de 25 000 hommes, souvent issus des milices des différentes colonies.

## Déroulement
Les troupes britanniques débarquèrent à Long Island en août 1776. Dans la bataille qui eut lieu par la suite, Washington et son armée furent battus et forcés de battre en retraite, pour la première fois d'une longue série qui les mena d'abord sur la presqu'île où se trouve aujourd'hui Manhattan, puis sur les hauteurs de Harlem, de l'autre côté de l'Hudson dans le New Jersey, et finalement en novembre 1776 au-delà de la rivière Delaware en Pennsylvanie, laissant le contrôle du New Jersey à l'armée britannique et aux miliciens loyalistes.
Ces succès initiaux des Britanniques furent contrebalancés par la contre-attaque de George Washington, qui franchit à nouveau le Delaware avec ses troupes dans la nuit du 25 au 26 décembre, et remporta la bataille de Trenton, puis celle de Princeton le 3 janvier, repoussant les Britanniques des rives du Delaware et reprenant le contrôle d'une partie du New Jersey. Le Général Howe se replia sur New York en laissant un avant-poste à New Brunswick, le temps de définir une nouvelle stratégie.

## Suite des évènements
Avec le statu quo dans le New Jersey, il devint nécessaire pour les Britanniques d'élaborer un nouveau plan d'attaque. Les Américains, eux, étaient plutôt dans une stratégie défensive d'usure de l'ennemi. Le général John Burgoyne mit au point une offensive destinée à prendre le contrôle de la vallée de l'Hudson. Tandis qu'il s'engageait dans sa campagne, le général Howe, plutôt que de lui prêter assistance, préféra s'engager dans sa propre campagne, destinée à prendre Philadelphie.
Les Britanniques gardèrent le contrôle de New York jusqu'à la fin de la guerre en 1783.